# Port lotniczy Chitato
Port lotniczy Chitato – krajowy port lotniczy położony w Chitato, w Angoli.